# Distrito Escolar Independiente de Webb Consolidated

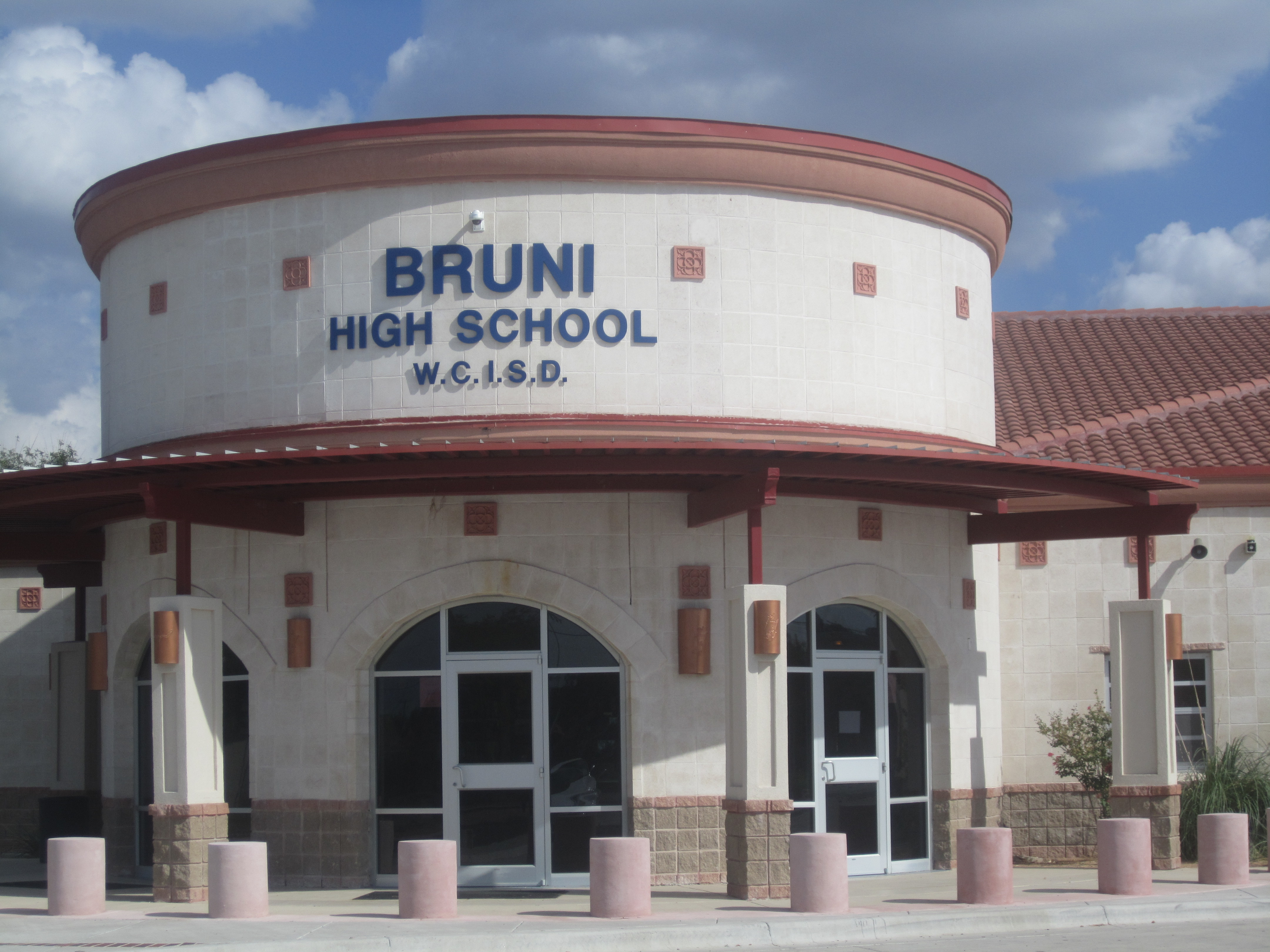
Bruni High School

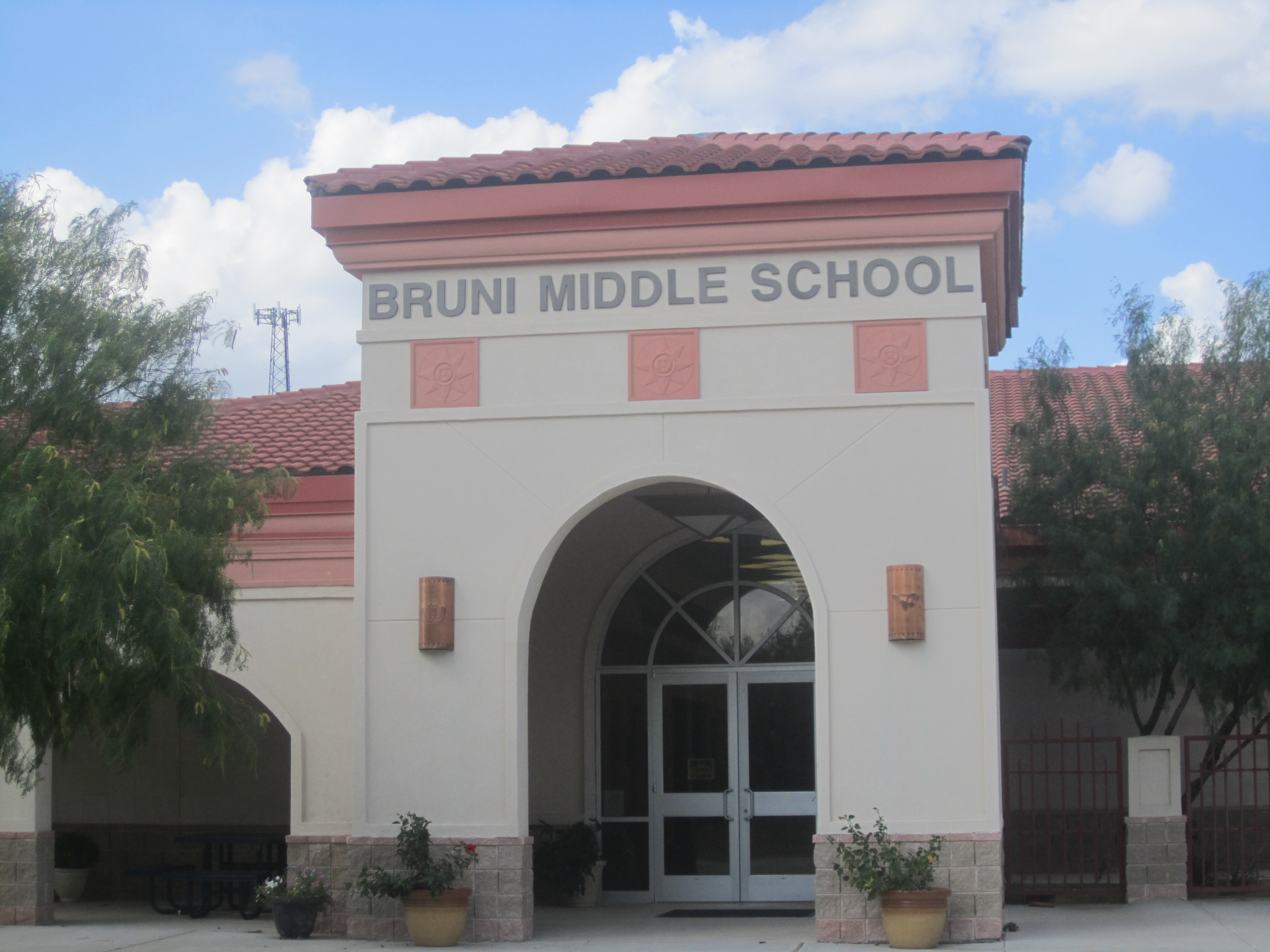
Bruni Middle School

El Distrito Escolar Independiente de Webb Consolidated (Webb Consolidated Independent School District, WCISD) es un distrito escolar de Texas. Tiene su sede en Bruni, una área no incorporada en el Condado de Webb. El distrito sirve Bruni, Oilton, y Mirando City. Las escuelas son Oilton Elementary School, Bruni Middle School, y Bruni High School.